# Литичевский, Георгий Семёнович
Георгий Семёнович Литичевский (род. 10 июня 1956, Днепропетровск, СССР) — российский художник.

## Биография
Родился в семье инженера-электрика Семёна Львовича и учителя русского языка и литературы Тамары Владимировны Литичевских. С детства увлекался рисованием, посещал художественную школу в ДК Приднепровской ГРЭС.
В 1974 году переехал в Москву. С 1974 по 1979 годы учился на историческом факультете МГУ имени М. В. Ломоносова, специализировался на кафедре Древней истории. Его однокурсниками были Андрей Толстой и Сергей Шерстюк, курсом младше учился Виктор Мизиано. Дружба с Сергеем Шерстюком помогла Литичевскому приобщиться к жизни художественной богемы 1970-х годов, которая говорила о Бульдозерной выставке, потом о выставке в Измайлово.
Сильным импульсом для Георгия было посещение в 1975 году выставки живописи в павильоне «Пчеловодство» ВДНХ, первой официально разрешённой выставки неофициального искусства. Также Литичевский посещал художественные мастерские, наблюдал за работой художников и приобретал навыки живописной техники.
С 1975 по 1989 годы ежегодно 14 апреля Литичевский устраивал однодневные выставки, на которых показывал графические листы и живопись на картоне или на холсте на картоне.
В 1975 году Литичевский начал создавать рисованные истории, комиксы. С комиксами он был знаком благодаря французскому журналу «Пиф», отрывки из которого в 1970-е годы публиковало советское издание «Наука и жизнь». Влияние на стиль комиксов Литичевского, с их гротеском и чёрным юмором, также оказали работы голландского художника Виллема, публиковавшиеся во французском сатирическом журнале «Хара-кири», предшественнике «Шарли Эбдо».
После окончания университета Литичевский работал как младший научный сотрудник Институте археологии РАН СССР, экскурсовод в музее-заповеднике Коломенское (1982—1983), преподавал латинский язык в Педагогическом институте им. Крупской (1983), был редактором в Библиотеке ИНИОН (1983).
С 1983 по 1987 годы был аспирантом в Институте истории естествознания и техники АН СССР, с 1987 по 1992 годы работал там младшим научным сотрудником. Его кандидатская диссертация была посвящена Плинию Старшему. IX книга «Естественной истории», посвящённая животным моря, была опубликована в переводе Литичевского и с его комментариями.
В 1986 году в сквоте «Детский сад» в Хохловском переулке, где в то время, будучи сторожами детского садика, обитали художники Алексей Иванов, Андрей Ройтер, Николай Филатов и Герман Виноградов, Литичевский познакомился с Георгием Острецовым. Тёзок различали разные формы уменьшительно-ласкательных имён: Литичевского звали Жорой, Острецов — Гошей. Оба художника работали в эстетике new wave, оба интересовались синтезом языка комикса и живописи.
До отъезда Острецова во Францию в 1988 году художники нередко проводили совместные выставки и творческие вечера, что позволило западным журналистам говорить о группе «George & George». В «Детском саду»
Литичевский также показывал свои «слайд-комиксы», работой над которыми занялся в 1985 году: на фотоплёнке, а позже на кальке он создавал серии миниатюр, которые вставлял в рамки для слайдов и демонстрировал на проекторе.
В 1986 и 1987 годах по приглашению А. Троицкого Литичевский был участником фестиваля искусств в Риге, где показывал свои слайд-комиксы под музыку.
В 1989 Литичевский работал в сквоте в Фурманном переулке, где познакомился с Фаридом Богдаловым. С 1990 года художники работали в группе «БОЛИ» в коллективных мастерских на Чистых прудах, проводя акции-перформансы и создавая арт-объекты и инсталляции. В акциях группы также принимал участие Исидор Зильберштейн. Заключительной работой группы стало создание скульптуры «Троянский Тяни-Толкай», показанной на Стамбульской биеннале в октябре 1992 года.
С 1993 года Литичевский входит в состав редакционного совета журнала «Художественный журнал», в каждом номере которого также публикуются его комиксы, посвящённые проблемам современного искусства и художественной жизни.
В 1996—1998 годах преподавал с Школе Современного искусства при РГГУ
С 1998 по 2001 годы жил и работал в Нюрнберге, в 2001 году переехал в Берлин. Сотрудничает с художественными галереями и организациями как в Берлине, так и в Нюрнберге и в Москве.
В 2016 году в издательстве "Бумкнига" был издан сборник комиксов Литичевского «Opus comicum», куда вошли рисованные истории с 1978 по 2016 годы, статьи о комиксах, а также некоторые тексты и интервью.
С 2020 года участник (автор словарной статьи о графическом романе) научно-популярного проекта «Словарь культуры XXI века».
Жена — Ольга Владимировна Лысцова, искусствовед. В браке родилась дочь — Софья Георгиевна Литичевская, дизайнер моды.

## Работы находятся в собраниях
- Государственная Третьяковская галерея, Москва.
- Музей и общественный центр им. А. Д. Сахарова, Москва.
- Музей актуального искусства ART4.RU, Москва.
- Государственный центр современного искусства, Москва.
- Колодзей Арт Фонд, Хайланд-парк, Нью-Джерси, США.
- Музей современного искусства Киасма, Хельсинки, Финляндия.
- Национальный центр искусства и культуры имени Жоржа Помпиду (Центр Помпиду или Бобур), Париж.
- Государственный музей современного искусства «Мони Лазаристон» ., Салоники, Греция

## Персональные выставки
- 2018 — «Антиномия художественного разума». Музей Вадима Сидура, Москва
- 2018 — «Перспективы архаики» (совместно с группой ДаДим: Даша Делоне, Дима Горячкин), ЦТИ Фабрика, Москва
- 2017 — «Ни дня без ночи». Центральный дом архитектора, Архитектурный коворкинг, Москва
- 2016—2017 — «Гипотетические танцы». Государственный музей современного искусства «Мони Лазаристон» ., Салоники, Греция
- 2016 — «Opus comicum». Информационно-культурный центр искусства и музыки библиотеки Маяковского, Санкт-Петербург.
- 2014 — «Underground». Выставочный центр Kunstschranne, Вайсенбург-ин-Байерн, Германия.
- 2012 — «Зелёный Наполеон». Галерея Iragui, Москва.
- 2010—2011 — «СуперАндерсен». Фонд Эра, Москва.
- 2010 — «Парфенон». Галерея Anna Nova, Санкт-Петербург.
- 2008 — «Бал-Маскарад». Ravenscourts Galleries, Москва.
- 2008 — «Кактус-Шмактус». Галерея Iragui, Москва.
- 2007 — «Вечный студент». Музей «Другое искусство», Москва.
- 2006 — «Физики и лирики, или Секс в большом городе» (совм. с Г. Острецовым). Галерея М. Гельмана, Москва.
- 2005 — «В процессе» (совм. с Г. Острецовым). ГЦСИ, Москва.
- 2005 — «One Lady’s Story» (совм. с И. Вальдрон). Галерея Iragui, Париж.
- 2004 — «Деревянная логика». Галерея «Книги WAM», Москва.
- 2003 — «Pinocchios Wahlverwanschaften». Галерея «KGB-gallerie», Нюрнберг, Германия.
- 2003 — «Yogga-party или муравьи-психопаты». Государственная Третьяковская галерея, Москва.
- 2001 — «Georgy Litichevsky — Neue Russische Kunst». Галерея «Pinsel-Fabric», Нюрнберг, Германия.
- 1998 — «Герой нашего времени». Галерея «Spider&Mouse», Москва.
- 1997 — «48 способов левитации Запасного дворца» (в рамках Международного фестиваля «КУКART»). Запасной дворец, Царское Село.
- 1996 — «Прилежание» (совм. с К. Звездочетовым). Галерея «Spider&Mouse», Москва.
- 1995 — «Grosse Comics». Галерея «Art 5III», Берлин, Германия.
- 1995 — «Neumestnost». XL Галерея, Москва.
- 1994 — «Музы, грации и другие». Галерея «Obscuri viri», Москва.
- 1994 — «Многоликий Буратино». Мастерские общества «CIRC», Амстердам, Нидерланды.
- 1994 — «Holzkobolde» (совм. с С. Горшковым). Galerie IFA, Бонн, Германия.
- 1993 — «Оранжерея и окрестности». Галерея «Велта», Москва.
- 1993 — Проект «Horror vacui» (в рамках российско-голландского проекта «Exchange I/Обмен»). Москва.
- 1990 — «Без ведома художника». ДК Института ядерной физики, Дубна.
- 1988 — Показ авторских моделей в редакции «Журнала Мод», Москва.

## Групповые выставки
- 1980 «Художник и музыка». М. Грузинская, 28, Москва
- 1982—1985 Однодневные выставки в Доме художника на Кузнецком мосту, Москва
- 1986—1987 Ежегодные фестивали искусств (совместные выступления с А.Троицким и С.Курехиным, показ слайд-комиксов). Рига
- 1986 Однодневные «Фестивали единения искусств». Кинотеатр «Ханой»; ДК «Дукат»; кафе «Валдай», Москва
- 1986 XVII молодёжная выставка. Дом художника на Кузнецком мосту, Москва
- 1987 «Народные традиции в самодеятельном и профессиональном искусстве»."Каширка", Москва
- 1987 Оформление рок-концерта. Дом медика, Москва
- 1987 Вечер л/о «Эрмитаж» в рамках выставки «Молодость страны». Манеж, Москва
- 1987 Оформление рок-концерта («Среднерусская возвышенность» и др.) и показа мод. Дом моды на Кузнецком мосту, Москва
- 1987 «Визуальная художественная культура». л/о «Эрмитаж», Профсоюзная ул., д. 100, Москва
- 1987 «Ретроспекция творчества московских художников. 1957—1987». л/о «Эрмитаж», Профсоюзная ул., д. 100, Москва
- 1987 Выставка фольклорного искусства. ДК Московского энергетического института, Москва
- 1988 «Лабиринт». Дворец молодежи, Москва
- 1988 «Баня» (выставка-акция). Клуб Авангардистов. Мужское отделение Сандуновских бань, Москва
- 1988 Арт-рок- парад АССА. ДК МЭЛЗ, Москва
- 1988 «Hermitage in Holland». Technische Universiteit, Эйндховен, Нидерланды
- 1988 «Ich lebe — ich sehe». Kunstmuseum, Берн, Швейцария
- 1988 XVIII молодёжная выставка. Манеж, Москва
- 1988 «Праздничная культура». «Каширка», Москва
- 1989 «Дорогое искусство». Дворец молодежи, Москва
- 1989 «…до 33-х». Дворец молодежи, Москва
- 1989 «Dialogue». «Avant-Garde» Russe et Art Contemporain Sovietique". Centre Boris Vian, Ville des Ulis, Франция
- 1989 «Kinderstern». Галерея Домбергер, Штутгарт, ФРГ
- 1989 «Mosca — Terza Roma». Sala 1, Рим, Италия
- 1989 «Transformation: The Legacy of Authority». Миддлбург, Лондон и др. города Великобритании
- 1989—1994 «Картины для неба» (выставка воздушных змеев). Осака, Париж, Москва, Берлин, Рим, Лондон, Монреаль, Сидней, Кассель
- 1990 «Женщина как объект и субъект искусства». «Каширка», Москва
- 1990 «Aufbruch». Галерея Домбергеp, Штутгарт, ФРГ
- 1990 «Традиции pусской живописи». Музей истории и pеконструкции Москвы
- 1990 «Чистопрудный бульваp». Галерея XX, Мадрид, Испания
- 1991 «Moscou-Leningrad- Tbilisi». Nouveau theatre d’Angers, Анжер, Франция
- 1991 «Пересекая границы». Сан-Франциско, США
- 1991 «Эстетические опыты». Музей Кусково, Москва
- 1991 «Hовеченто». L Галерея. Центральный дом художника, Москва
- 1991 «Milano-poesia» (фестиваль 7 столиц мира). Милан, Италия
- 1991 «Страстная». Айдан Галерея, Москва
- 1991 «С Hовым, товарищи, годом!». Выставочный зал Фонда культуры, Москва
- 1992 «Баталия и идиллия». Галерея «Велта», Москва
- 1992 «Still leven». Галерея «Велта», Москва
- 1992 «Многообразные культуры». Музей фольклора, Рим, Италия
- 1992 III Международная биеннале современного искусства. Стамбул, Турция
- 1992 «Опасные связи». Центp современного искусства, Москва
- 1992 «Пейзаж». Галерея «А 3», Москва
- 1992 «a Mosca… a Mosca…». Villa Campoleto, Ercolano; Galleria Comunale d’Arte Moderna, Болонья, Италия
- 1993 «Сад». Галерея «А 3», Москва
- 1993 «Exchange/Обмен», Москва
- 1993 «Аниграф 93» («Виртуальный сад»). ВДНХ, Москва
- 1993 «Монументы: трансформация для будущего». ICA,Нью-Йорк, США, ИСИ, Москва. Центральный дом художника, Москва;
- 1993 «Идентичность». Музей современного искусства, Хельсинки
- 1994 «Идентичность». ЦСИ, Москва
- 1994 «Видеосценарий». Петровский бульвар, Москва
- 1994 «Европа-94». МОС, Мюнхен, Германия
- 1994 «Чёрная лестница» (выставка-акция). Лестница жилого дома на ул. Крыленко. Москва
- 1994 «Победа и поражение». Галерея «Obscuri viri», Москва
- 1994 «Exchange II/Datsja» (Обмен II/Дача). Almere, Флевопольдер, Нидерланды
- 1995 «Мороженое — Искусство» (выставка-акция). Хладокомбинат «Айс-Фили», Москва
- 1995 «Сухая вода». Бахчисарайский дворец-музей, Бахчисарай, Крым
- 1995 «Москва-Ереван. Вопрос ковчега». Музей современного искусства, Ереван, Армения
- 1995 «Рисунки московской сцены». Galerie Hohenthаl und Littler, Мюнхен, Германия
- 1995 «Вавилонское столпотворение». Фестиваль искусств «КУКАРТ». Запасной дворец, Царское Село
- 1995 «Апокалипсис». Российский Государственный гуманитарный университет, Москва
- 1995 «Художники против секса». Ночной клуб «Манхэттен-Экспресс», Москва
- 1995 «Kunst im verborgenen. Nonkonformisten Russland 1957—1995». Коллекция современного искусства Музея-заповедника «Царицыно». Wilhelm-Hack Museum, Людвигсхафен-на- Рейне; Documenta-Halle, Кассель; Staatliches Lindenau Museum, Альтенбург, Германия
- 1995 «New Russian Art: Paintings from the Christian Keesee Collection». City Art Center, Оклахома-Сити, США «О доме». Профсоюзная ул., д. 100, Москва
- 1995 «Copyright-96». Айдан Галерея, Москва
- 1996 «Кто я?». Выставка московских художников в рамках Тбилисской биеннале современного искусства
- 1996 «В гостях у сказки» (куратор О.Саркисян). ЦСИ, Москва (каталог)
- 1997 Третья биеннале современного искусства. Цетине, Монтенегро
- 1997 «Экология пустоты». ИСИ, Москва
- 1997 «Моё кино», Айдан Галерея. «Кодак-Киноцентр», Москва
- 1997 Московский Форум Художественных Инициатив. Малый Манеж, Москва (каталог)
- 1997 «Проекты для Гостиного Двора». ЦДХ, Москва
- 1998 «Навстречу другой Европе». Посольство Греции, Москва
- 1999 Гетеропортрет. Зверевский центр современного искусства, Москва
- 1999 «Родина или смерть». Зверевский центр современного искусства, Москва
- 1999 Русско-австрийская в-ка, Линц, Москва
- 2000 Plakataktion. Грац, Австрия
- 2000 «Красная площадь Белая башня». Салоники, Греция
- 2001 Русские художники Энди Уорхолу, L-галерея
- 2002 «Акрополь» МУАР
- 2003 Фестиваль «АРТКлязьма». Пансионат «Клязьминское водохранилище», Московская область
- 2003 «Апокалипсис», в-ка комиксов. Галерея «WAM», Москва
- 2003 В-ка «Смотровая площадка». ЦДХ, Москва
- 2003 В-ка «Цифровая Россия»., ЦДХ, Москва
- 2004 Фестиваль «АРТКлязьма». Пансионат «Клязьминское водохранилище», Московская область
- 2004 Открытие Арт-Стрелки (инсталляция «Пляж приди и ляж»)
- 2004 «Милосердие» Гал. Франция, Арт-Стрелка
- 2004 «Семь грехов» Moderna Galerija, Любляна, Словения
- 2005 «Сообщники» спецпроект Первой Московской биеннале, ГТГ
- 2006 «Artists Against The State: Perestroika Revisited» — Ronald Feldman Fine Arts Inc, Нью-Йорк, США
- 2006 «From Lenin to Putin and back again». Центр современного искусства Marres, Маастрихт, Нидерланды
- 2007 «Верю», спецпроект Второй Московской биеннале, Центр современного искусства «Винзавод», Москва
- 2007 «Heterotopias» — 1-я Биеннале современного искусства. Салоники, Греция
- 2008 «Арт-Веретьево», Веретьево, Московская область
- 2008 «Сказки братьев Юнг», галерея Laboratoria Art&Science Space, Москва
- 2009 «Born in the USSR», выставочный зал «Lichthof», МИД ФРГ, Берлин, ФРГ
- 2009 «Русский леттризм» ЦДХ, Москва
- 2009 «Метафизическое/банальное» галерея «Триумф», Москва
- 2009 «Правдами и неправдами», Спецпроект Третьей Московской биеннале, Центр современного искусства «Фабрика», Москва
- 2010 «Эстетика комикса в современном искусстве», в рамках фестиваля Комиссия, галерея М’АРС, Москва
- 2010 «Эффект мамонта», ЦДХ, Москва
- 2011 «Русский пейзаж», галерея М.и Ю. Гельман, Москва
- 2011 «Русский космизм», Агентство Art.Ru, Москва
- 2011 «Home video», ГЦСИ-ММСИ, Москва
- 2011 «Бумажное время», ГЦСИ, Москва
- 2011"33 Fragments of Russian Performance", Performa Hub, Нью-Йорк, США
- 2012 «Норман. Архетипические вариации», ГЦСИ, Москва
- 2012 «VGLAZ в Pechersky Gallery», Pechersky Gallery, Москва
- 2012 «Традиции фольклора и наива в современной культуре», Музей Царицыно, Москва
- 2013 «Украшение красивого», ГТГ, Москва
- 2013 «Работы на бумаге. Дар Флоранс и Даниеля Герлен», Центр Жоржа Помпиду (Бобур), Париж
- 2014 «После комикса», Музей «Эрарта», Санкт-Петербург
- 2014 «Актуальная графика», Русский музей, Санкт-Петербург
- 2015 «Liberation continued» Городской музей, Грац, Австрия
- 2015 «Розовый ящик», Музей «Эрарта», Санкт-Петербург
- 2015 «Крекс, пекс, фекс», Литературный музей, Москва
- 2015 «Урал-трансцендентал», спец-проект 6-й Московской биеннале современного искусства, Арт-плей, Москва
- 2016 — «Drawing. No limits», Русский Дом Науки и Техники, Берлин; Пушкинский дом, Лондон
- 2017 — «Persistent in changing nothing: revolution by political profanes». Галерея Mansart, Париж

## Книги
- Георгий Литичевский. Opus comicum. Сборник комиксов разных лет. — СПб.: Бумкнига, 2016. — ISBN 978-5-906331-30-4